# Grace Msiska
Grace Msiska (* 1979) ist eine ehemalige malawische Fußballschiedsrichterin.
Von 2003 bis 2015 stand sie auf der Liste der FIFA-Schiedsrichter und leitete internationale Fußballspiele.
Bei der Afrikameisterschaft 2012 in Äquatorialguinea pfiff Msiska ein Spiel in der Gruppenphase.